# Liste der Nummer-eins-Hits in Deutschland (1969)
Diese Liste enthält alle Nummer-eins-Hits in Deutschland im Jahr 1969. Es gab in diesem Jahr 14 Nummer-eins-Singles und neun Nummer-eins-Alben.
Die Beatles erreichten 1969 in den Singlecharts mit vier verschiedenen Titeln die Nummer 1 – ein Chartrekord, der bis zum Jahr 2018 galt und nur einmal, im Jahr 1976 von ABBA wiederholt wurde.
| Singles | Alben |
| --- | --- |
| - Heintje: Heidschi Bumbeidschi - 1 Monat (15. Dezember 1968 – 14. Januar 1969, insgesamt 2 Monate; → 1968) - Barry Ryan: Eloise - 1½ Monate (15. Januar – 28. Februar) - The Beatles: Ob-La-Di, Ob-La-Da - 1 Monat (1. März – 31. März) - Peter Alexander: Liebesleid - 1 Monat (1. April – 30. April) - Heintje: Ich sing ein Lied für Dich - 1 Monat (1. Mai – 31. Mai) - The Beatles & Billy Preston: Get Back - ½ Monat (1. Juni – 14. Juni) - Roy Black: Das Mädchen Carina - ½ Monat (15. Juni – 30. Juni) - Desmond Dekker: The Israelites - ½ Monat (1. Juli – 14. Juli) - The Beatles: The Ballad of John and Yoko - ½ Monat (15. Juli – 31. Juli) - Edwin Hawkins Singers: Oh Happy Day - 1 Monat (1. August – 30. August) - Elvis Presley: In the Ghetto - ½ Monat (1. September – 14. September) - Zager & Evans: In the Year 2525 (Exordium & Terminus) - 1½ Monate (15. September – 31. Oktober) - The Archies: Sugar, Sugar - 1 Monat (1. November – 30. November, insgesamt 1½ Monate) - The Beatles: Come Together / Something - ½ Monat (1. Dezember – 14. Dezember) - The Archies: Sugar, Sugar - ½ Monat (15. Dezember – 31. Dezember, insgesamt 1½ Monate) | - Heintje – Heintje - 8 Monate (15. Juni 1968 – 14. Februar 1969, insgesamt 9 Monate) - The Beatles – The Beatles (White Album) - 2 Monate (15. Februar – 14. April) - Karel Gott – Die goldene Stimme aus Prag - 1 Monat (15. April – 14. Mai) - Heintje – Heintje - 1 Monat (15. Mai – 14. Juni, insgesamt 36 Wochen) - James Last – Non Stop Dancing 8 - 2 Monate (15. Juni – 14. August) - Udo Jürgens – Udo Live - 1 Monat (15. August – 14. September) - Hair (Soundtrack) - 1 Monat (15. September – 14. Oktober) - Heintje – Ich sing ein Lied für Dich - 1 Monat (15. Oktober – 14. November) - The Beatles – Abbey Road - 1 Monat (15. November – 14. Dezember, insgesamt 2 Monate; → 1970) - James Last – Non Stop Dancing 9 - 1 Monat (15. Dezember 1969 – 14. Januar 1970, insgesamt 3 Monate) |

## Jahreshitparade
1. Barry Ryan: Eloise
2. Edwin Hawkins Singers: Oh Happy Day
3. Sir Douglas Quintet: Mendocino
4. Adamo: Es geht eine Träne auf Reisen
5. Heintje: Heidschi Bumbeidschi
6. Roy Black: Das Mädchen Carina
7. Roy Black: Ich denk’ an Dich
8. Chris Andrews: Pretty Belinda
9. Elvis Presley: In the Ghetto
10. Michael Holm: Mendocino

Siehe auch: Nummer-eins-Hits 1969 in  Australien, Belgien, Finnland, Frankreich, Irland, Italien, Japan, Kanada, Neuseeland, den Niederlanden, Norwegen, Österreich, der Schweiz, Spanien, den Vereinigten Staaten und im Vereinigten Königreich.